# Kobeliaky
Kobeliaky (en ukrainien : Кобеляки) ou Kobeliaki (en russe : Кобеляки) est une ville de l'oblast de Poltava, en Ukraine, et le centre administratif du raïon de Kobeliaky. Sa population s'élevait à 9 465 habitants en 2022.

## Géographie
Kobeliaky est arrosée par la rivière Vorskla, un affluent du Dniepr. Elle est située à 55 km au sud-est de Poltava, à 97 km au nord-ouest de Dnipropetrovsk, à 173 km au sud-ouest de Kharkiv et à 300 km au sud-est de Kiev.

## Histoire
Du XIe au XIIIe siècle, Kobeliaky fait partie de la Principauté de Pereïaslavl de la Rus' de Kiev. La ville actuelle a été réalisée par les magnats polonais Nemiroff. Une première mention du lieu se trouve sur les cartes de Y. Dankert, vers 1630, à l'époque de la naissance de l'État cosaque de Bogdan Khmelnitski. Elle obtient le statut de ville en 1654. En 1768, la ville est détruite par les Tatars de Crimée au cours de la guerre russo-turque de 1768-1774.
Kobaliaky est rattachée à la région de Novorossiysk en 1765, puis au gouvernement de Malorossiysk en 1796, et au gouvernement de Poltava en 1803. Elle est alors le chef-lieu d'un ouïezd. Dans la seconde moitié du XIXe siècle, plusieurs écoles et institutions culturelles sont créées. Entre 1859 et 1897, la population passe de 7 999 à 10 487 habitants. Au recensement de 1897, les Ukrainiens représentent 73,5 pour cent de la population, les Juifs 20,1 pour cent, les Russes 5,3 pour cent et les Polonais 0,4 pour cent.
Cet accroissement se poursuit et en 1907, la population atteint 15 862 habitants, dont 29,5 pour cent de Juifs. Les institutions religieuses comprenaient neuf églises orthodoxes, une synagogue et deux maisons de prière juives. Dans la première moitié du XXe siècle, la ville connaît la stagnation, non seulement en raison de la guerre civile russe, de la famine et de la Seconde Guerre mondiale, mais aussi parce que Kobeliaky est très mal relié au réseau du chemin de fer. Pendant la Seconde Guerre mondiale, elle est occupée par l'Allemagne nazie du 15 septembre 1941 au 25 septembre 1943.

## Population
Recensements (*) ou estimations de la population :
| 1859  | 1897*  | 1907   | 1923*  | 1926*  |
| ----- | ------ | ------ | ------ | ------ |
| 7 999 | 10 487 | 15 862 | 12 186 | 11 637 |

| 1959* | 1970*  | 1979*  | 1989*  | 2001*  |
| ----- | ------ | ------ | ------ | ------ |
| 9 568 | 10 883 | 11 902 | 12 975 | 12 076 |

| 2009   | 2010   | 2011   | 2012   | 2013   |
| ------ | ------ | ------ | ------ | ------ |
| 10 600 | 10 484 | 10 379 | 10 250 | 10 181 |

## Transports
Kobeliaky se trouve à 76 km de Poltava par le chemin de fer et à 69 km par la route.